# Dolní Dobrouč
Dolní Dobrouč je obec v okrese Ústí nad Orlicí, dnes již spadající pod SO ORP Ústí nad Orlicí v Pardubickém kraji. Leží v kopcovité oblasti Podorlické pahorkatiny asi 8 km severovýchodně od Ústí nad Orlicí v nadmořské výšce okolo 365 m. Žije zde přibližně 2 600 obyvatel, z toho na 260 obyvatel obývá dříve samostatnou Horní Dobrouč a 120 Lanšperk (a asi 10 připadá na osadu Kočtinu, která ale evidenční částí obce není). Obcí prochází silnice II/360 z Ústí nad Orlicí do Letohradu, silnice II/313 směrem na Lanškroun a železniční trať Ústí nad Orlicí – Letohrad. Místní potok Dobroučka se na dolním konci obce vlévá do Tiché Orlice.

## Historie
První písemná zpráva o Dolní Dobrouči (německy Liebenthal – ves v Líbezném údolí) je z roku 1292. V následujícím období obec správně spadala pod lanšperské panství.

## Společenský život
V obci je (zejména ve srovnání s okolními vesnicemi) poměrně bohatý společenský život a řada spolků s dlouholetou tradicí. Tato skutečnost je daná pravděpodobně tím, že obec byla obývaná převážně Čechy a nenastal zde po roce 1945 odsun Němců tak jako v sousedním tzv. Hřebečsku (pod které však již spadala Horní Dobrouč). Spolky zahrnují: Sokol, Orel, Junák, Klub českých turistů, Zahrádkáře, Červený kříž, Sbor dobrovolných hasičů, Dechovou hudbu, Český svaz včelařů, Myslivecké sdružení, skupinu historického šermu Lucrezia, kroužek divadelních ochotníků, Sdružení pro kapli Lanšperk, hudební sdružení Corona, SRPŠ při ZŠ, mateřské centrum U Krtečka, Sdružení pro hrad Lanšperk a další.

## Rodáci
Z Dolní Dobrouče pocházejí i profesionální fotbaloví hráči nejvyšší soutěže. Záložník Kamil Vacek, křídelník Šimon Falta a Adam Nágl.

## Pověsti
- Na louce u Dolní Dobrouče byl kdysi sviní vyhrabán zvon. Protože podle nápisu patřil do kostela sv. Petra a Pavla v Knapovci, byl zavěšen právě tam.

## Pamětihodnosti
- Venkovská usedlost čp. 18
- Kaple sv. Josefa na hřbitově
- Kostel sv. Mikuláše
- Vodní mlýn a pila
- Horákova kaple
- Socha sv. Jana Nepomuckého

## Partnerské město
- Rovereto (Itálie), od 21. května 1999.[4]

## Galerie

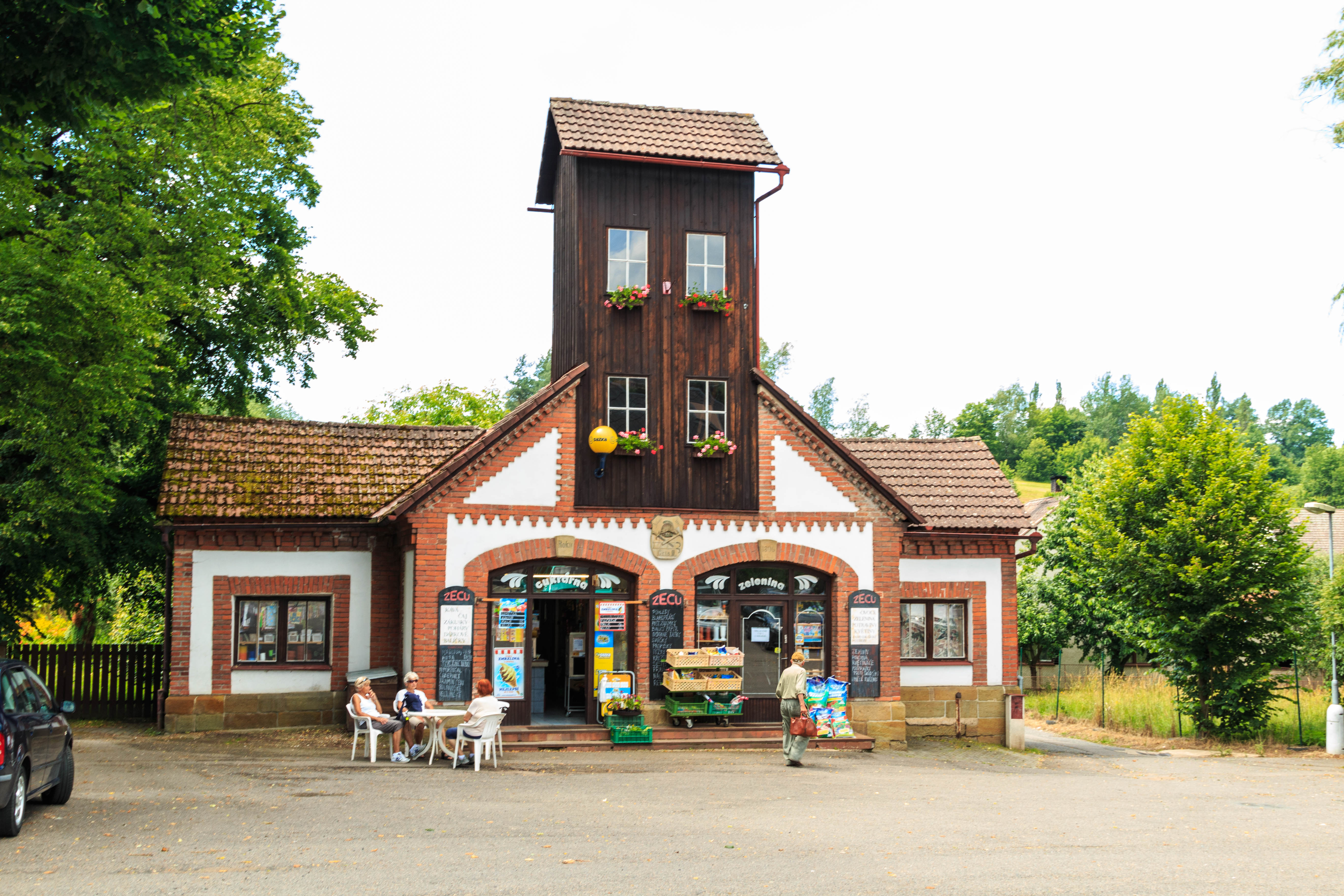
Dolní Dobrouč - cukrárna (dříve hasíčská zbrojnice)
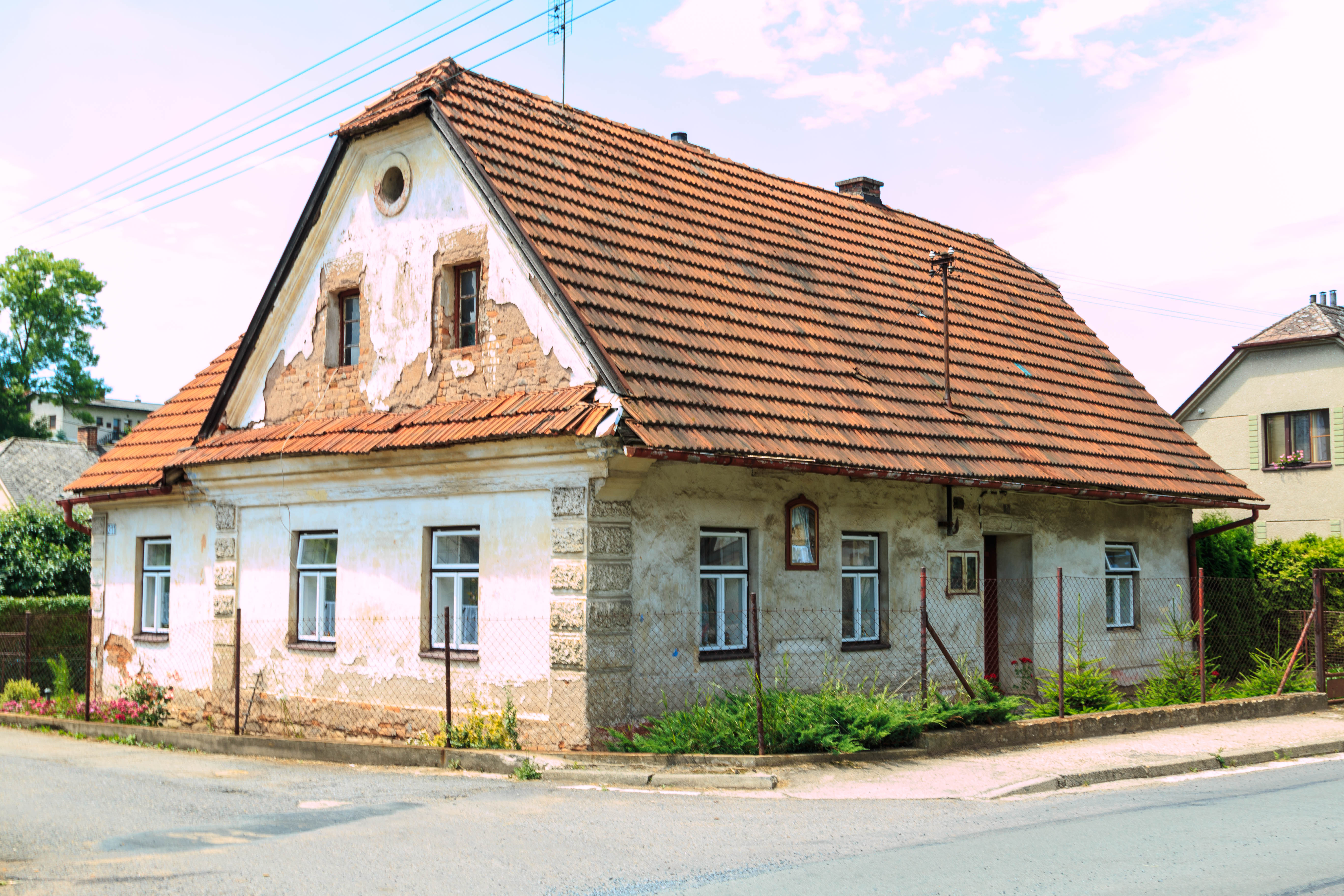
Dolní Dobrouč - dům čp. 311
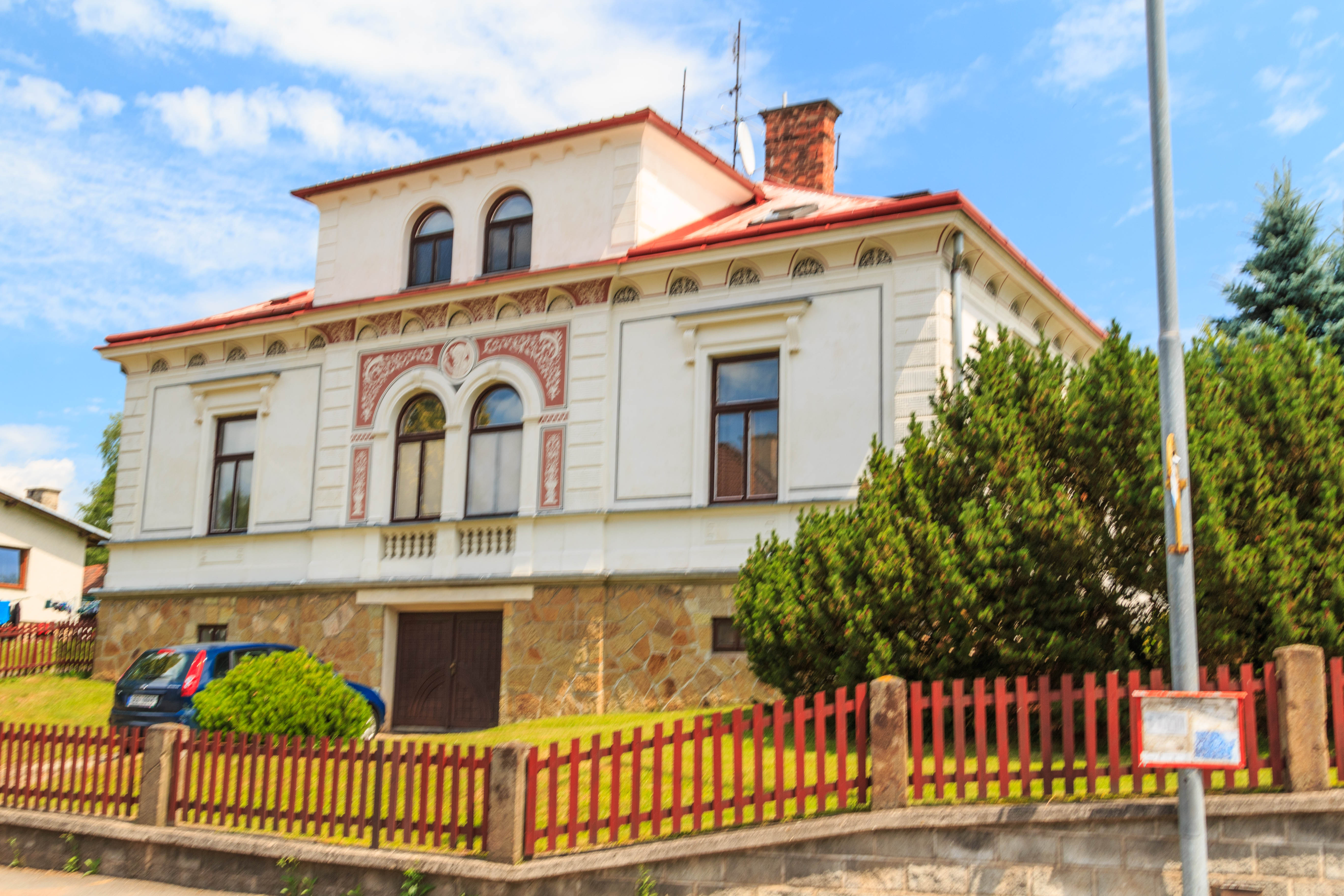
Dolní Dobrouč - dům čp. 372
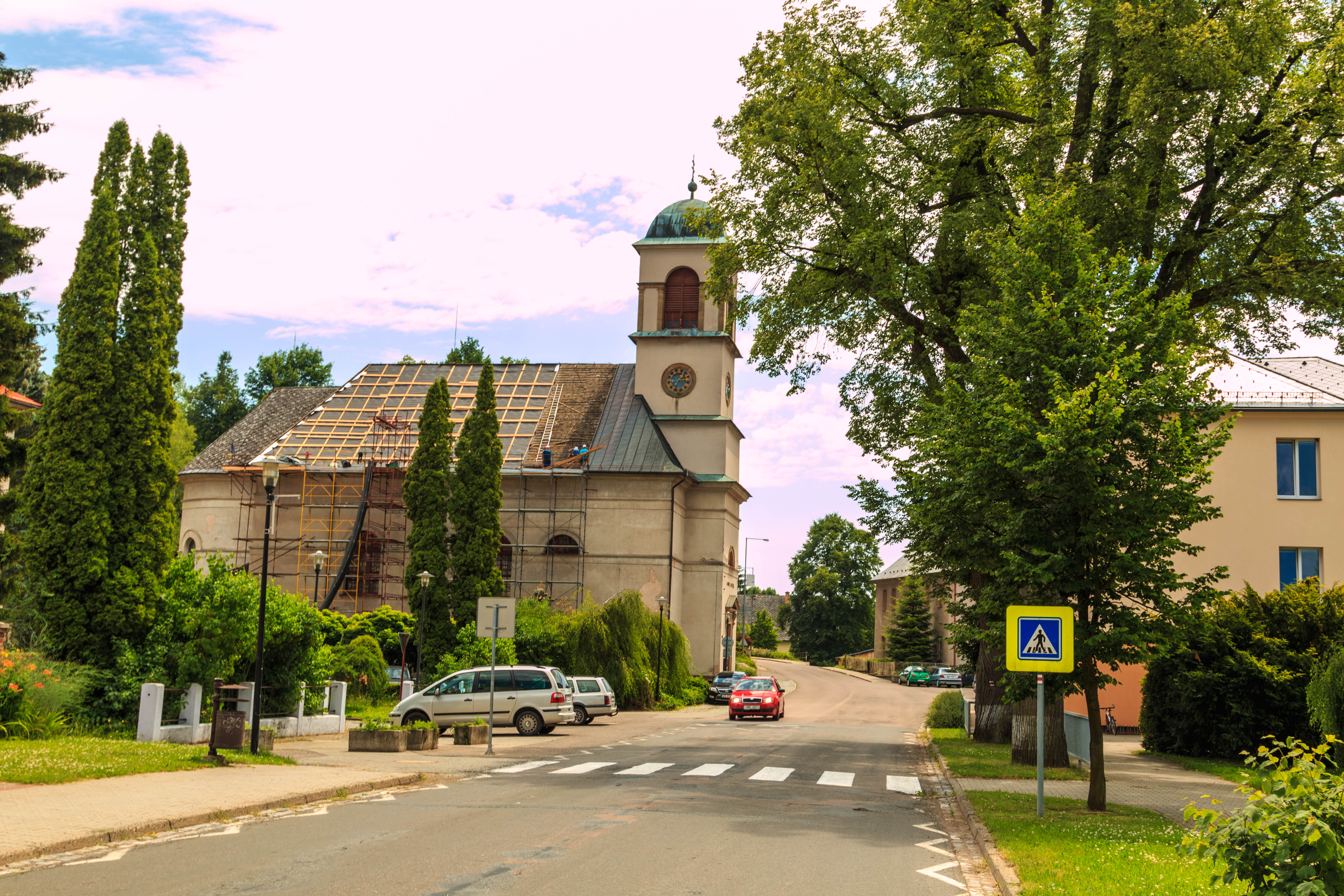
Kostel svatého Mikuláše v Dolní Dobrouči